# Liste der Baudenkmäler in Stallwang

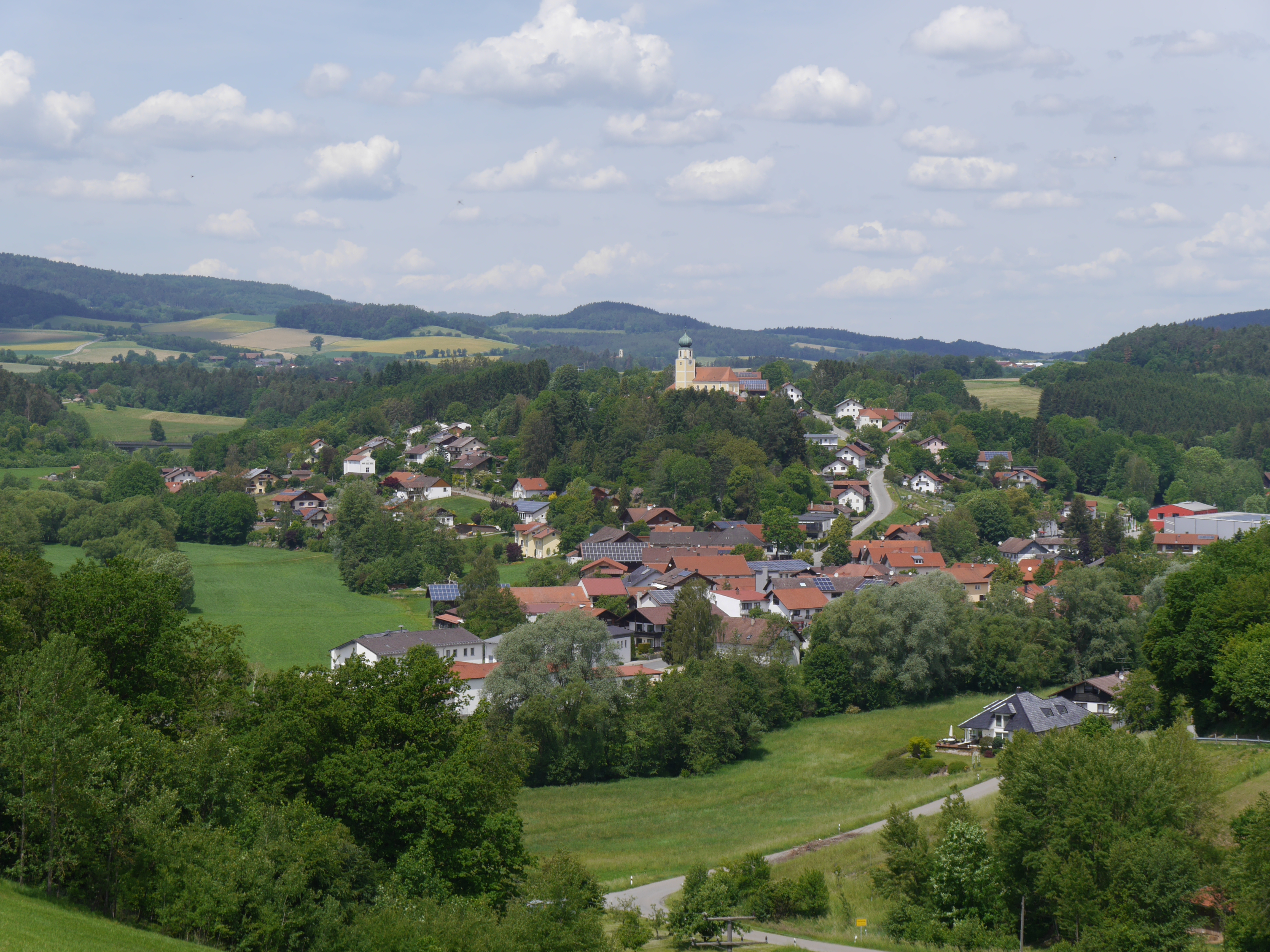
Blick auf Stallwang

Auf dieser Seite sind die Baudenkmäler in der niederbayerischen Gemeinde Stallwang zusammengestellt. Diese Tabelle ist eine Teilliste der Liste der Baudenkmäler in Bayern. Grundlage ist die Bayerische Denkmalliste, die auf Basis des Bayerischen Denkmalschutzgesetzes vom 1. Oktober 1973 erstmals erstellt wurde und seither durch das Bayerische Landesamt für Denkmalpflege geführt wird. Die folgenden Angaben ersetzen nicht die rechtsverbindliche Auskunft der Denkmalschutzbehörde.

## Baudenkmäler nach Ortsteilen

### Stallwang
| Lage                                         | Objekt                                | Beschreibung | Akten-Nr.    | Bild |
| -------------------------------------------- | ------------------------------------- | --- | ------------ | --- |
| Am Kandlbach 8 (Standort)                    | Waldlerhaus                           | Mit Giebellaube und profiliertem Mittelbug, Blockbau, Ende 18. Jahrhundert                                                                                                 | D-2-78-189-1 | BW |
| Dorfplatz 15 (Standort)                      | Gasthaus zur Post                     | Winkelförmiger Bau mit Flachdach am Hauptgebäude und moderner Bemalung, im Kern Ende 18. Jahrhundert Nebengebäude mit Halbwalm und Traufschrot, 2. Viertel 19. Jahrhundert | D-2-78-189-2 | BW |
| Kirchberg (an der Friedhofsmauer) (Standort) | Kriegerdenkmal mit Figur Sankt Georg  | nach 1918 | D-2-78-189-5 | [[Vorlage:Bilderwunsch/code!/C:49.054097,12.65138!/D:Kirchberg (an der Friedhofsmauer), Kriegerdenkmal mit Figur Sankt Georg!/\|BW]] |
| Kirchberg 33 (Standort)                      | Katholische Pfarrkirche Sankt Michael | Barocker Neubau um 1730, Turmunterbau spätgotisch, mit Ausstattung Ehemalige Friedhofsbefestigung, Unterbau und Ostportal 13. Jahrhundert                                  | D-2-78-189-3 | weitere Bilder |
| Landorfer Straße 9 (Standort)                | Waldlerhaus                           | Einfirstanlage mit Giebelschrot aus Brettbalustern, getünchter, am Kniestock offener Blockbau, Anfang 19. Jahrhundert                                                      | D-2-78-189-4 | BW |

### Auersdorf
| Lage                  | Objekt                       | Beschreibung                                                                             | Akten-Nr.    | Bild |
| --------------------- | ---------------------------- | ---------------------------------------------------------------------------------------- | ------------ | ---- |
| An der Hauptstraße () | Sechs erneuerte Totenbretter | an der Hauptstraße nicht nachqualifiziert und im Bayerischen Denkmalatlas nicht kartiert | D-2-78-189-6 |      |

### Eggersberg
| Lage                    | Objekt                 | Beschreibung                                                   | Akten-Nr.    | Bild |
| ----------------------- | ---------------------- | -------------------------------------------------------------- | ------------ | ---- |
| Eggersberg 4 (Standort) | Ehemaliges Waldlerhaus | Offener Blockbau, im Kern noch 18. Jahrhundert, Dach verändert | D-2-78-189-8 | BW   |

### Großfeld
| Lage                  | Objekt                            | Beschreibung                                                        | Akten-Nr.    | Bild |
| --------------------- | --------------------------------- | ------------------------------------------------------------------- | ------------ | ---- |
| Großfeld 1 (Standort) | Wohnstallhaus eines Vierseithofes | Mit Blockbau-Obergeschoss und Schrot, angeblich bezeichnet mit 1863 | D-2-78-189-9 | BW   |

### Grub
| Lage              | Objekt             | Beschreibung                                                                                                | Akten-Nr.     | Bild |
| ----------------- | ------------------ | --- | ------------- | ---- |
| Grub 5 (Standort) | Hierzu Waldlerhaus | Im Kern noch 17. Jahrhundert, daneben Wirtschaftsgebäude in Bruchstein mit Flachsatteldach, 18. Jahrhundert | D-2-78-189-10 | BW   |

### Haidhof
| Lage                                        | Objekt      | Beschreibung                         | Akten-Nr.     | Bild |
| ------------------------------------------- | ----------- | ------------------------------------ | ------------- | ---- |
| Nähe Haidhof, nördlich des Ortes (Standort) | Flurkapelle | 19./20. Jahrhundert, mit Ausstattung | D-2-78-189-11 | BW   |

### Höhenstein
| Lage                                                | Objekt                 | Beschreibung                                                            | Akten-Nr.     | Bild           |
| --------------------------------------------------- | ---------------------- | ----------------------------------------------------------------------- | ------------- | -------------- |
| Höhenstein 46 (Standort)                            | Einzelhof              | Ehemals Bauernhaus mit Blockbau-Obergeschoss, 1. Hälfte 19. Jahrhundert | D-2-78-189-12 | BW             |
| Nähe Höhenstein, nordwestlich der Einöde (Standort) | Reste eines Wohnturmes | Wohl aus dem 12. Jahrhundert, nordwestlich der Einöde                   | D-2-78-189-13 | weitere Bilder |

### Landorf
| Lage                     | Objekt                            | Beschreibung | Akten-Nr.     | Bild |
| ------------------------ | --------------------------------- | --- | ------------- | ---- |
| Dorfstraße 10 (Standort) | Kleinhaus                         | Kniestock und Giebel in Blockbau, 2. Viertel 19. Jahrhundert | D-2-78-189-14 | BW   |
| Dorfstraße 14 (Standort) | Bauernhaus                        | Obergeschoss-Blockbau mit Giebelschrot und bemalten Balkenköpfen, bezeichnet mit 1882 | D-2-78-189-15 | BW   |
| Kapellenweg 4 (Standort) | Wohnstallhaus eines Vierseithofes | Im Waldlertyp mit erneuertem Giebelschrot, 1. Drittel 19. Jahrhundert Geständerter Traidkasten mit Flachdach, 18./19. Jahrhundert | D-2-78-189-16 | BW   |
| Haus Nummer 21 ()        | Wohnstallhaus eines Dreiseithofes | Blockbau-Obergeschoss mit erneuertem Giebelschroten Brettbaluster, Anfang 19. Jahrhundert Dreigeschossiger Traidkasten mit Blockbau-Oberteil, Flachdach und Giebelschrot, 2. Hälfte 17. Jahrhundert nicht nachqualifiziert und im Bayerischen Denkmalatlas nicht kartiert | D-2-78-189-17 |      |

### Penzhaus
| Lage       | Objekt     | Beschreibung                                                                                           | Akten-Nr.     | Bild |
| ---------- | ---------- | --- | ------------- | ---- |
| (Standort) | Wegkapelle | 19. Jahrhundert, mit Ausstattung nicht nachqualifiziert und im Bayerischen Denkmalatlas nicht kartiert | D-2-78-189-19 | BW   |

### Piehlmühl
| Lage                   | Objekt     | Beschreibung                                                                | Akten-Nr.     | Bild       |
| ---------------------- | ---------- | --------------------------------------------------------------------------- | ------------- | ---------- |
| Piehlmühl 1 (Standort) | Piehlmühle | Einzelhof, der Altbau mit Blockbau-Obergeschoss, 2. Viertel 19. Jahrhundert | D-2-78-189-21 | Piehlmühle |

### Ried
| Lage              | Objekt                             | Beschreibung                                              | Akten-Nr.     | Bild |
| ----------------- | ---------------------------------- | --------------------------------------------------------- | ------------- | ---- |
| Ried 1 (Standort) | Waldlerhaus                        | Mit verbrettertem Giebelschrot, 2. Hälfte 18. Jahrhundert | D-2-78-189-23 | BW   |
| (Standort)        | Figur des hl. Johannes von Nepomuk | Sandstein, mit Doppelwappen, bezeichnet mit 1739          | D-2-78-189-24 | BW   |

### Rißmühl
| Lage                 | Objekt | Beschreibung                                                                                               | Akten-Nr.     | Bild |
| -------------------- | ------ | --- | ------------- | ---- |
| Rißmühl 2 (Standort) | Mühle  | Bemerkenswerter Obergeschoss-Blockbau mit Halbwalmdach und zwei Giebelschroten, 1. Drittel 19. Jahrhundert | D-2-78-189-25 | BW   |

### Roßberg
| Lage       | Objekt     | Beschreibung | Akten-Nr.     | Bild |
| ---------- | ---------- | --- | ------------- | ---- |
| (Standort) | Hofkapelle | wohl 1. Hälfte 19. Jahrhundert, mit Ausstattung nicht nachqualifiziert und im Bayerischen Denkmalatlas nicht kartiert | D-2-78-189-26 | BW   |

### Schönstein
| Lage                     | Objekt                                               | Beschreibung                                                                                   | Akten-Nr.     | Bild           |
| ------------------------ | ---------------------------------------------------- | ---------------------------------------------------------------------------------------------- | ------------- | -------------- |
| Schönstein 9 (Standort)  | Gasthaus                                             | Obergeschoss-Blockbau, 1. Drittel 19. Jahrhundert, Dach später                                 | D-2-78-189-31 | BW             |
| Schönstein 12 (Standort) | Katholische Filialkirche Heiliger Antonius von Padua | um 1740 errichtet, mit Ausstattung                                                             | D-2-78-189-27 | weitere Bilder |
| Schönstein 13 (Standort) | Waldlerhaus                                          | Mitterstallbau, mit Blockbauoberteil und verbrettertem Giebelschrot, 2. Hälfte 18. Jahrhundert | D-2-78-189-30 | Waldlerhaus    |

### Treffendorf
| Lage                     | Objekt                      | Beschreibung | Akten-Nr.     | Bild |
| ------------------------ | --------------------------- | --- | ------------- | ---- |
| Treffendorf 1 (Standort) | Ehemaliges Bauernhaus       | Bemerkenswert unveränderter, zweigeschossiger Blockbau mit Giebelstangenschrot, am Erdgeschoss bezeichnet mit 1824, doch wohl 2. Hälfte 18. Jahrhundert Alter Backofen mit Flachdach, Kellerhäusl und Steildachstadel, 1. Drittel 19. Jahrhundert | D-2-78-189-34 | BW   |
| Treffendorf 1 (Standort) | Hierzu Blockbau-Traidkasten | Auf massivem Untergeschoss, 18./19. Jahrhundert | D-2-78-189-35 | BW   |

### Weihermühl
| Lage | Objekt | Beschreibung | Akten-Nr. | Bild |
| ---- | ------ | ------------ | --------- | ---- |

### Wetzelsberg
| Lage                      | Objekt                                          | Beschreibung                                                                        | Akten-Nr.     | Bild |
| ------------------------- | ----------------------------------------------- | ----------------------------------------------------------------------------------- | ------------- | ---- |
| Wetzelsberg 17 (Standort) | Wohnhaus                                        | Zweigeschossiger Blockbau mit umlaufendem Schrot erneuert, Kern 18./19. Jahrhundert | D-2-78-189-39 | BW   |
| Wetzelsberg 31 (Standort) | Kleinbauernhaus                                 | Giebel und Kniestock in offenem Blockbau, Anfang 19. Jahrhundert                    | D-2-78-189-40 | BW   |
| Wetzelsberg 39 (Standort) | Katholische Pfarrkirche St. Vitus und Dionysius | neugotisch, 1877, mit Ausstattung                                                   | D-2-78-189-38 | BW   |

## Ehemalige Baudenkmäler
In diesem Abschnitt sind Objekte aufgeführt, die früher einmal in der Denkmalliste eingetragen waren, jetzt aber nicht mehr. Objekte, die in anderem Zusammenhang also z. B. als Teil eines Baudenkmals weiter eingetragen sind, sollen hier nicht aufgeführt werden. Aktennummern in diesem Abschnitt sind ehemalige, jetzt nicht mehr gültige Aktennummern.

| Lage                                  | Objekt                     | Beschreibung | Akten-Nr.         | Bild |
| ------------------------------------- | -------------------------- | --- | ----------------- | ---- |
| Buchet Haus Nr. 2 ()                  | Traidkasten                | Obergeschoss-Blockbau, gegen Mitte 19. Jahrhundert | D-2-78-189-7 ???  |      |
| Piehl Haus Nr. 1 ()                   | Einzelhof                  | Wohnstallhaus mit durchgehendem Blockbau-Obergeschoss und erneuerten Schroten, gegen Mitte 19. Jahrhundert | D-2-78-189-20 ??? |      |
| Reisach Haus Nr. 1 ()                 | Bauernhaus                 | Waldlerhaus mit Vordach, Oberteil Blockbau, erstes Drittel 19. Jahrhundert; malerischer Traidkasten, Obergeschoss Blockbau, noch 17. Jahrhundert; Wohnstallhaus mit Blockbauobergeschoss, erstes Drittel 19. Jahrhundert, Dach modern | D-2-78-189-22 ??? |      |
| Untermannbach Haus Nr. 7 ()           | Traidkasten                | Blockbau auf massivem Untergeschoss, 18./19. Jahrhundert |                   |      |
| Weihermühl Weihermühl 2 (Standort)    | Kleinstbauernhaus          | Verputzt, mit verbrettertem Giebelschrot und geschnitzter Mittelsäule, Anfang 19. Jahrhundert | D-2-78-189-36     | BW   |
| Weihermühl Weihermühl 4 ()            | ehemaliger Traidkasten     | Obergeschoss-Blockbau mit Steilsatteldach, erste Hälfte 19. Jahrhundert, jetzt Wohnhaus | D-2-78-189-37 ??? |      |
| Wetzelsberg Wetzelsberg 48 (Standort) | Ehemaliges Kleinbauernhaus | Zum Teil Blockbau, 1. Hälfte 18. Jahrhundert | D-2-78-189-41     | BW   |